# لیوبوف شارمای
لیوبوف شارمای (انگلیسی: Lyubov Sharmay؛ زادهٔ ۱۵ آوریل ۱۹۵۶) بازیکن بسکتبال اهل اتحاد جماهیر شوروی سوسیالیستی بود.